# Pasquale Paoli

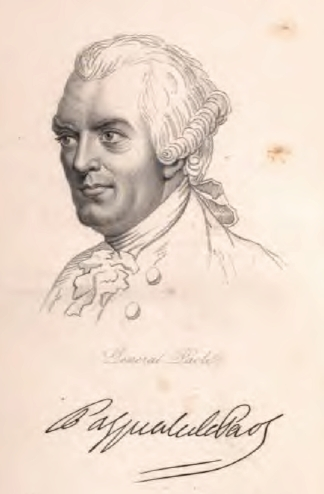
Pasquale Paoli

Pasquale Paoli (Pascal Paoli) (Morosaglia, Korzika, 1725. április 6. – London környéke, 1807. február 5.) korzikai szabadsághős.

## Életpályája
Apja tábornok volt, aki 1702-ben megvédte a sziget függetlenségét a Genovai Köztársaság és Franciaország ellenében (1756-ban Nápolyban halt meg). Pasquale Paoli apjával 1739-ben Nápolyba költözött, ahol a katonai intézetbe került. 1753-ban visszatért hazájába, hogy részt vegyen a Genova ellen folytatott szabadságharcban. A hazafias párt 1755-ben a sziget főkapitányává választotta. Tábornagyként szerencsésen harcolt Genova ellen, sőt egy kis tengeri hajóhad élén Genova tengeri kereskedelmét is akadályozta. Továbbá törvényeket hozatott (nevezetesen a vérbosszú ellen), iskolákat alapított és előmozdította a földművelést. Miután Genova 1768-ban lemondott Korzikáról a franciák javára, Paoli ezzel az újabb és hatalmasabb ellenséggel szemben is dacolt még egy évig, de a Ponte-Nuovo mellett vívott szerencsétlen csata után Angliában kellett menedéket keresnie.
Miután a francia nemzetgyűlés 1789-ben Mirabeau javaslatára őt és a számkivetésben élő honfitársait visszahívta, Paoli Párizsba jött és megkapta XVI. Lajostól Bastia kormányzóságát, 1790-ben a korzikaiak a nemzeti gárda és a közigazgatás élére állították. XVI. Lajos kivégzése után kivált a sziget demokratikus pártjából és miután ezért a Konvent árulással vádolta, nyíltan kitűzte a lázadás zászlaját. Az angolok segítségével kiűzte a franciákat és a Cortében 1794. június 10-én tartott gyűlésen helyreállította a régi alkotmányt és Korzika koronáját Anglia királyának ajánlotta fel. Számításaiban azonban csalódott, mert az angol király hitelt adott Carlo Andrea Pozzo di Borgo rágalmainak, és nem őt nevezte ki a sziget alkirályává.
Paoli 1796-ban újra Londonba költözött és a parlament elé vitte panaszát, de ezzel semmit nem ért el. Tetemes összeget hagyott hátra hazája számára, tanügyi célokra.